# Fuchsia regia
Fuchsia regia är en dunörtsväxtart. Fuchsia regia ingår i släktet fuchsior, och familjen dunörtsväxter.

## Underarter
Arten delas in i följande underarter:
- F. r. pubescens
- F. r. regia
- F. r. reitzii
- F. r. serrae

## Bildgalleri

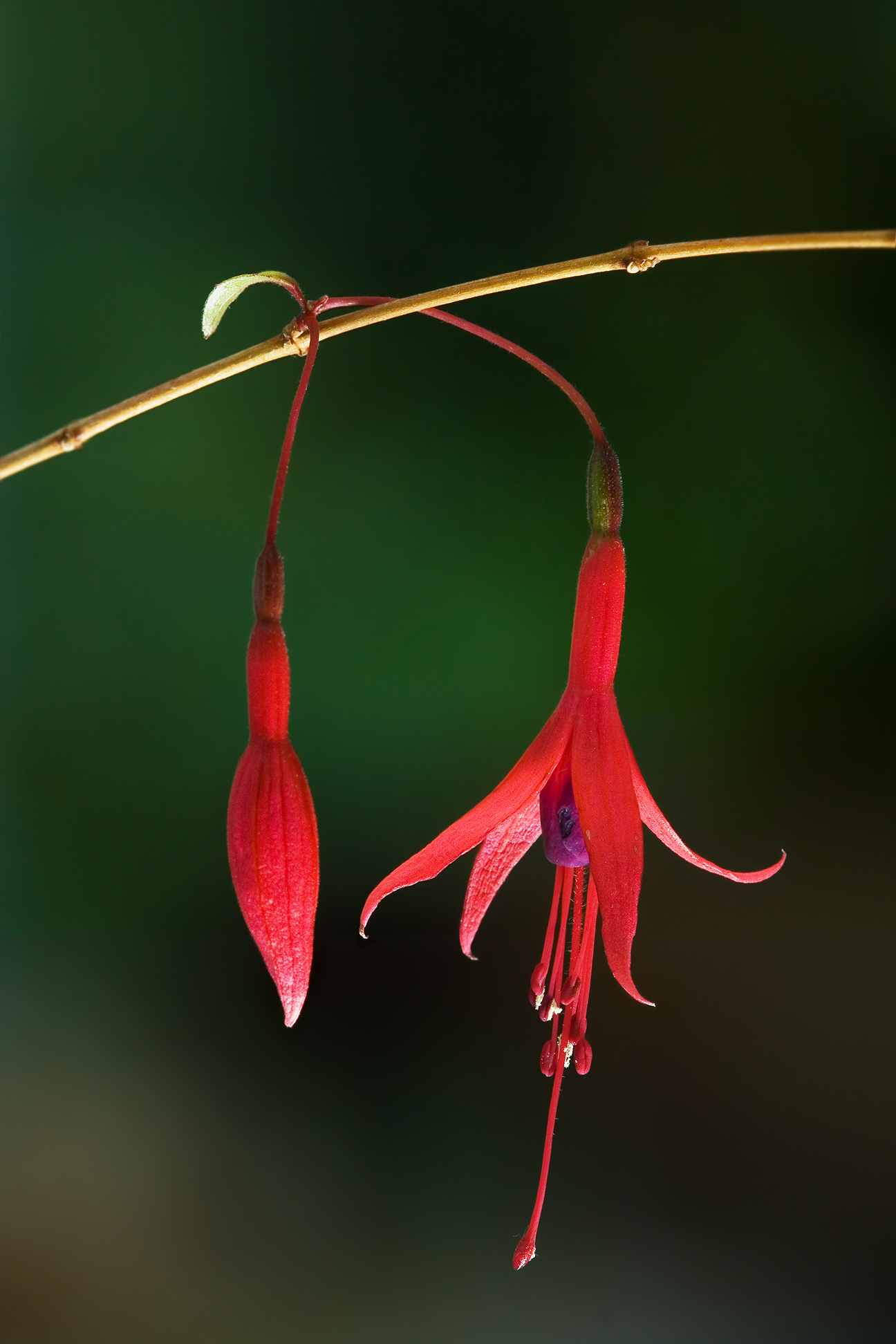
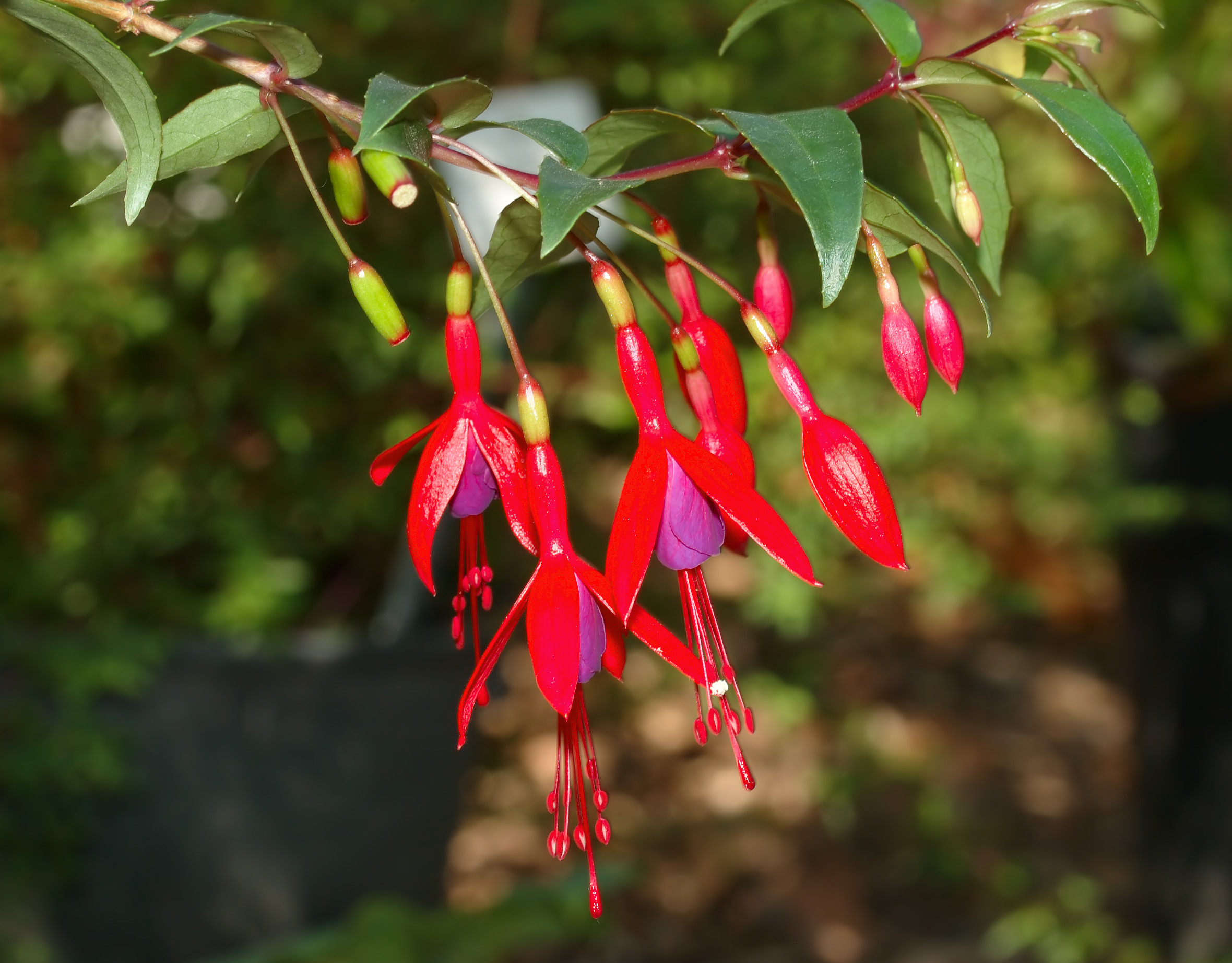